# دغلیان پایین
دغلیان پایین یکی از روستاهای استان آذربایجان شرقی است که در دهستان آذغان بخش مرکزی شهرستان اهر واقع شده‌است.این روستا ۱۱۴ نفر جمعیت دارد.